# 아베 비고다

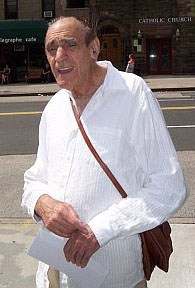

에이브 비고다(Abe Vigoda, 영어 발음: /eɪb/, 1921년 2월 24일 ~ 2016년 1월 26일)는 미국의 배우, 성우이다.
브루클린에서 태어났다.

## 출연 작품
- 펭귄들의 익살극 (2007년)
- 크라임 스프리 (2003년)
- 저스트 티켓 (1999년)
- 위트니스 맙 (1998, Witness to the Mob)
- 미 앤더 갓 (1997년)
- 햄버거 특공대 (1997년)
- 로미오 그리고 줄리엣 (1996년)
- 언더월드 (1996년)
- 미저리 브라더스 (1995년)
- 스트립퍼 배심원 (1995년) - 포웰 판사 역
- 피스트 오브 오너 (1993년)
- 슈거 힐 (1993년)
- 금고털이와 소년 (1993, Me and the Kid)
- 배트맨 - 유령의 마스크 (1993년)
- 대부 일대기 (1992년)
- 볼케이노 (1990년)
- 키톤 경찰 (1989년)
- 프랜서 (1989년)
- 마이키 이야기 (1989년)
- 비밀 경찰(영어판) (1988년)
- 아내의 반란 (1986년)
- 제3의 공포 (1985년)
- 캐논볼 2 (1984년)
- 카사블랑카의 살인 (1978년)
- 대부 2 (1974년)
- 마피아 혈전 (1973년)
- 대부 (1972년) - 살바도르 샐리 테시오 역
- 맨해탄의 세 방 (1965년)

### 텔레비전
- 꿈꾸는 낙원 (1978년)
- 애즈 더 월드 턴즈 (1956년)